# РБУ (бомбомёт)
РБУ — первый советский реактивный бомбомёт, разработанный инженерами В. А. Артемьевым и С. Ф. Фонарёвым при участии генерал-майора С. Я. Бодрова. Был принят на вооружение ВМФ СССР в 1945 году.

## Конструкция
Конструкция бомбомёта представляла собой рельсовую пусковую установку, аналогичную армейским реактивным миномётам БМ-13. Два пусковых станка рельсового типа, имеющие постоянный угол возвышения 15°, устанавливались в носовой части корабля параллельно его диаметральной плоскости. Каждый из станков имел по четыре направляющие. Наводка для стрельбы осуществлялась коррекцией курса корабля, выработка данных для стрельбы — приборами управления, расположенными на главном командном пункте корабля. Из двух пусковых станков производился одновременный залп восемью глубинными бомбами вперёд по курсу корабля на дистанцию 260 м.

## Тактико-технические характеристики
- Дальность стрельбы: 260 м (РБМ), 1188—1467 м (РГБ-12, в зависимости от температуры воздуха)
- Глубина взрыва: до 210 м (РБМ), до 330 м (РГБ-12)
- Скорость погружения: 3.2 м/с (РБМ), 6-8 м/с (РГБ-12)
- Круговое вероятное отклонение: эллипс 40-85 м (РБМ), эллипс 70-120 м (РГБ-12)

## Боеприпасы
РБМ — реактивная глубинная бомба, взрыватель К-3. В 1954 году заменен на К-3М (разработан заводом № 42 МСХМ), который обеспечивал взрыв на глубинах от 10 до 330 м и контактный взрыв на глубинах от 25 до 330 м.
Масса — 56 кг
Масса ВВ — 25 кг
РГБ-12 (принята на вооружение в 1953) — взрыватель контактно-дистанционный КДВ (разработан ГосНИИ-582 МСХМ), срабатывает на глубине от 10 до 330 м при ударе о препятствие или грунт.
Масса ВВ — 32 кг